# Alec Craig
Alec Craig (Dunfermline, 30 marzo 1884 – Glendale, 25 giugno 1945) è stato un attore inglese.

## Biografia
Ha recitato in oltre 100 film, tra il 1934 e il 1945 (anno della sua morte), e alcuni film sono anche usciti postumi. Il successo è giunto grazie al film Torna a casa, Lassie!.

## Filmografia
- Amore tzigano (The Little Minister) (1934)
- Sweepstake Annie (1935)
- Vanessa: Her Love Story (1935)
- Born to Gamble (1935)
- Pardon My Scotch (1935)
- The Old Homestead (1935)
- Dressed to Thrill (1935)
- Gli ammutinati del Bounty (Mutiny on the Bounty) (1935)
- Lord Fauntleroy (Little Lord Fauntleroy) (1936)
- Maria di Scozia (Mary of Scotland) (1936)
- Sotto i ponti di New York (Winterset) (1936)
- La ragazza di Parigi (That Girl from Paris) (1936)
- China Passage (1937)
- The Man Who Found Himself (1937)
- Adorazione (The Woman I Love), regia di Anatole Litvak (1937)
- There Goes My Girl (1937)
- Parnell (1937)
- Meet the Missus, regia di Joseph Santley (1937)
- Border Cafe (1937)
- Lettera anonima (Super-Sleuth), regia di Ben Stoloff (Benjamin Stoloff) (1937)
- The Big Shot, regia di Edward Killy (1937)
- Hideaway, regia di Richard Rosson (1937)
- Wise Girl (1937)
- Una ragazza fortunata (She's Got Everything), regia di Joseph Santley (1937)
- Crashing Hollywood, regia di Lew Landers (1938)
- Double Danger, regia di Lew Landers (1938)
- Condannate (Condemned Women) (1938)
- This Marriage Business (1938)
- Una donna vivace (Vivacious Lady), regia di George Stevens (1938)
- Lord Jeff (1938)
- Un vagabondo alla corte di Francia (If I Were King) (1938)
- Non uccidere (Crime Takes a Holiday) (1938)
- The Arkansas Traveler (1938)
- La preda (The Lone Wolf Spy Hunt) (1939)
- They Made Her a Spy (1939)
- Lasciateci vivere! (Let Us Live) (1939)
- Confessioni di una spia nazista (Confessions of a Nazi Spy) (1939)
- Sons of Liberty (1939)
- Situazione imbarazzante (Bachelor Mother) (1939)
- Career (1939)
- Night Work (1939)
- Mr. Smith va a Washington (Mr. Smith Goes to Washington) (1939)
- Il dominatore del mare (Rulers of the Sea) (1939)
- Il segreto del dr. Kildare (The Secret of Dr. Kildare) (1939)
- Charlie McCarthy, Detective (1939)
- The Earl of Chicago (1940)
- Alla ricerca della felicità (The Blue Bird) (1940)
- Abramo Lincoln (Abe Lincoln in Illinois) (1940)
- Zanzibar (1940)
- Three Cheers for the Irish (1940)
- And One Was Beautiful (1940)
- Phantom Raiders, regia di Jacques Tourneur (1940)
- Non sono una spia (Tom Brown's School Days) (1940)
- Queen of the Mob (1940)
- Lo sparviero del mare (The Sea Hawk) (1940)
- Guanti d'oro (Golden Gloves), regia di Edward Dmytryk (1940)
- Lo sconosciuto del terzo piano (Stranger on the Third Floor), regia di Boris Ingster (1940)
- I'm Still Alive (1940)
- La vita di Giulio Reuter (A Dispatch from Reuter's) (1940)
- Il signore e la signora Smith (Mr. & Mrs. Smith) (1941)
- A Crime Does Not Pay Subject: 'Forbidden Passage' (1941)
- Meet the Chump (1941)
- Footlight Fever (1941)
- Il grande ammiraglio (That Hamilton Woman) (1941)
- Vecchio squalo (Barnacle Bill) (1941)
- Ride on Vaquero (1941)
- Shining Victory (1941)
- Fuori dalla nebbia (Out of the Fog) (1941)
- Il dottor Jekyll e Mr. Hyde (Dr. Jekyll and Mr. Hyde) (1941)
- L'oro del demonio (All That Money Can Buy) (1941)
- Three Girls About Town (1941)
- Il sospetto (Suspicion) (1941)
- A Date with the Falcon (1942)
- Vogliamo vivere! (To Be or Not to Be) (1942)
- Condannatemi se vi riesce! (Roxie Hart) (1942)
- La sera prima del divorzio (The Night Before the Divorce) (1942)
- Sono un disertore (This Above All) (1942)
- The Mad Martindales (1942)
- La signora Miniver (Mrs. Miniver) (1942)
- The Old Homestead (1942)
- The Loves of Edgar Allan Poe (1942)
- Wildcat (1942)
- Voglio essere più amata (Orchestra Wives) (1942)
- Northwest Rangers (1942)
- Wrecking Crew (1942)
- The Undying Monster (1942)
- Il bacio della pantera (Cat People) (1942)
- Life Begins at Eight-Thirty (1942)
- Prigionieri del passato (Random Harvest) (1942)
- Tennessee Johnson (1942)
- Per sempre e un giorno ancora (Forever and a Day) (1943)
- Convoglio verso l'ignoto (Action in the North Atlantic) (1943)
- It's a Great Life (1943)
- L'isola delle sirene (Coney Island) (1943)
- Appointment in Berlin (1943)
- Una moglie in più (Holy Matrimony) (1943)
- Johnny Come Lately (1943)
- Torna a casa, Lassie! (Lassie Come Home) (1943)
- L'ostaggio (Northern Pursuit) (1943)
- Calling Dr. Death (1943)
- The Ghost Ship (1943)
- La porta proibita (Jane Eyre) (1943)
- La donna ragno (The Spider Woman) (1944)
- Career Girl (1944)
- Passport to Destiny (1944)
- Angoscia (Gaslight) (1944)
- Le bianche scogliere di Dover (The White Cliffs of Dover) (1944)
- Caccia al fantasma (Ghost Catchers) (1944)
- La donna della giungla (Jungle Woman) (1944)
- Bonnie Lassie (1944)
- The Mystery of the Riverboat (1944)
- La donna del ritratto (The Woman in the Window) (1944)
- Il grande silenzio (And Now Tomorrow) (1944)
- Gran premio (National Velvet) (1944)
- Dangerous Passage (1944)
- Stanotte ed ogni notte (Tonight and Every Night) (1945)
- La casa del terrore (The House of Fear) (1945)
- Bring on the Girls (1945)
- Un albero cresce a Brooklyn (A Tree Grows in Brooklyn) (1945)
- Lo strangolatore di Brighton (The Brighton Strangler) (1945)
- Gli amanti del sogno (Love Letters) (1945)
- Kitty, regia di Mitchell Leisen (1945)
- Girl on the Spot (1946)
- L'idolo cinese (Three Strangers), regia di Jean Negulesco (1946)